# Calophanoides
Calophanoides es un género de plantas con flores perteneciente a la familia Acanthaceae. El género tiene 19 especies de hierbas.
Está considerado un sinónimo del género Justicia

## Especies seleccionadas
- Calophanoides addisoniensis
- Calophanoides albovelata
- Calophanoides alboviridis
- Calophanoides chinensis
- Calophanoides dispar